# 水素ロータリーエンジン

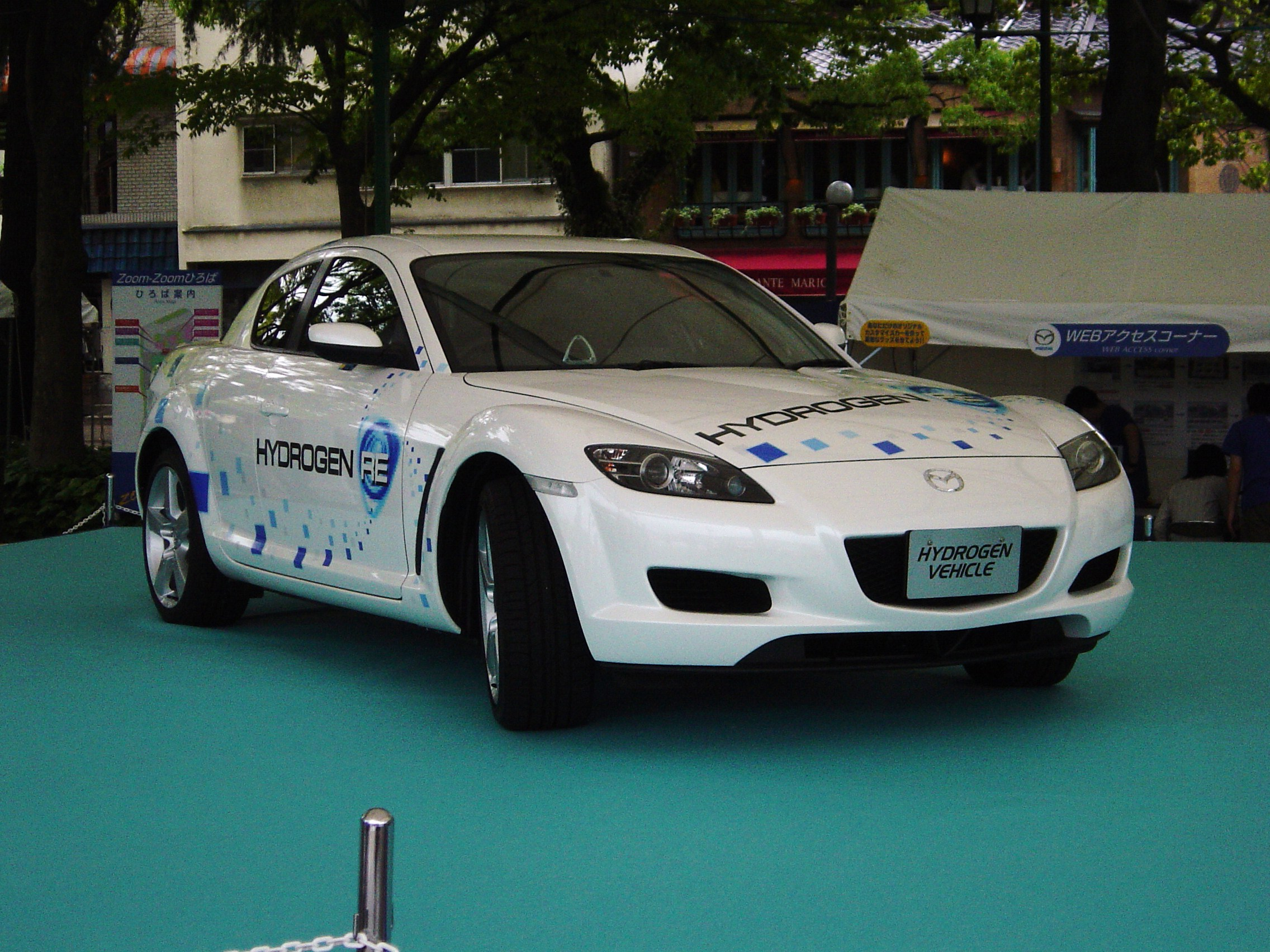
RX-8 水素ロータリー車

水素ロータリーエンジン（すいそロータリーエンジン）とは、燃料に水素を使ったロータリーエンジン。
本項目は、ガソリンを使用せず水素を使用したマツダのロータリーエンジンを主に記述する。
水素は燃焼によって水が生成される。そのため、局所的な環境に対しては比較的悪影響を与えないとしている。ただし、酸化剤として窒素と酸素の混合物である空気を使用しているので、窒素酸化物の発生は不可避である。水素の製造プロセスを考慮した観点については後述する。

## 特徴
ロータリーエンジンを量産していたメーカーでもあるマツダが研究開発を行っている水素自動車に搭載されているエンジンである。2004年にマツダ・RX-8ベースの研究車両が公開された。このシステムと、同じ水素を使う燃料電池車との違いは、水素を直接燃やして動力を得るところである。なぜロータリーエンジンかというと、その構造から、ガス燃料である水素を燃料とするのに改造をあまり施さなくても良いのと、レシプロエンジンと違い、水素ガスを噴射する部屋と燃焼する部屋が異なるため、バックファイアを起こす危険性が少ないからである（レシプロエンジンにおいては主に同じガス燃料を用いるLPG車やCNG車用のガス版キャブレターともいえるガスミキサー方式で問題となっている）。なお、水素がなくなったら自動的にガソリン使用に切り替わる（＝バイフューエル）。現在は、一般化されていないが2005年東京モーターショーで、水素とガソリンを燃料とするロータリーエンジンを搭載した車（RX-8ハイドロジェンRE、プレマシーハイドロジェンREハイブリッド）が披露された。RX-8タイプでは、通常RX-8の約半分の出力である110馬力を実現し、プレマシータイプでは水素ロータリーエンジン＋ハイブリッドシステムとさらに環境に配慮している。ただし、プレマシーは3列目シートのスペースに水素タンクを装着しているため、二列目までしか座れない。またRX-8ではトランクに水素タンクが装着されているので、トランクは使用できない。また双方ともガソリンタンクを取り外せない理由は、水素での走行距離がガソリンと比較して極めて短く、実用的な観点からは航続性能が不十分だからである。

### レシプロエンジンとの比較
水素ロータリーエンジンは水素レシプロエンジンとの比較で、吸気室と燃焼室が分離している上に高温となる排気バルブもないため、過早着火やバックファイアーと言った異常着火が発生しないこと、また大径となる水素インジェクターを、燃焼にさらされずにすむ吸気室上部の広大な場所に設置できること、という構造上の利点があり、さらには水素の燃焼速度は速いため、縦長で扁平な燃焼室形状というロータリーエンジンの欠点が問題になりにくいという相性の良さもあるためである。
一方、ロータリーエンジンの作動室は1サイクルの間にハウジング内を移動しながら拡縮しており、作動室がシリンダー内に留まって拡縮するレシプロエンジンよりも冷却損失が大きく、熱効率の向上は困難である。

## 今後の課題
熱効率および燃料電池車との競合の問題
燃料となる水素は、採掘によって得られる一次エネルギーとは異なり、水素源にエネルギーを与えて初めて得られる二次エネルギーである。
現在、水素は天然ガスなどの改質によって工業生産されているが、前述のとおりエネルギーを消費するため、製造効率は60～70%程度にとどまっている。一方、ガソリンおよび軽油の採掘・精製・運送（中東〜日本の場合）の熱効率は90%以上である。エンジン単体の燃焼効率は水素ロータリーも従来のエンジンも大差ないため、総合熱効率において水素ロータリーは従来のエンジンに劣る。このため、水素ロータリーを含む水素内燃自動車の大量導入によって、自動車用燃料を石油から水素にシフトさせたとしても、結局はそれ以上のペースで天然ガスの消費を招き、二酸化炭素の総排出量が現状よりも増加するという見方がある。加えて、ロータリーエンジンは燃焼室の表面積が同じ排気量のレシプロエンジンに比べて大きく、熱損失が極めて大きい。これは既成のガソリンを用いるロータリーエンジンにおいても共通の課題である。一方、工業的に副産物として発生する水素のみを利用した場合には、廃棄物の有効利用になる。日本国内で副産物として廃棄されている水素は数百万台分の水素自動車の燃料を賄える量であるとされている。
燃料電池車は石油に比べて製造効率が劣る水素を必要とするものの、触媒を用いることによって水素の持つ化学エネルギーを比較的低温で電気エネルギーへ変換するため損失が少ない。水素から燃焼によって動力に変換する場合、燃焼行程を経るので水素を燃料電池で使用した場合とは異なりカルノー効率を超えることはできない。このため、熱効率に理論的限界のある従来のエンジンと比較して総合熱効率は優れるが、自動車に最適とされる固体高分子形燃料電池は貴金属触媒を利用するため、内燃機関に比べ非常に高価である。
インフラストラクチャー整備の問題
地域的には、製鉄所等で副生物として廃棄されている水素をパイプラインによって供給することが可能であるが、生産施設から離れた場所で実用化するためにはガソリンスタンドに水素を供給するタンクを設置したり、新たに水素スタンドが全国に設置される必要がある。しかし、少数の車両だけのために高額な建設費を要する水素貯蔵施設を多く建設するのは非現実的であるため今後の課題である。また、液体水素の貯蔵・供給は高圧圧縮水素と比較して非常に大きなコストがかかる。
なお、他のガス燃料であればある程度整備されており、これらを用いたロータリーエンジンであればある程度は追加のインフラ整備はしなくても済むとされる。
安全性の問題
水素は酸素と混ざると非常に燃焼し易いため安全性を高める必要がある。タンクも含めた車体の水素脆化対策に加え、事故の際の高圧水素タンクの安全性も確立されていない。
航続距離の問題
航続距離は水素タンクの大きさで制限され、長距離の走行は無理である。
水素の搭載方法の問題
実用面では水素タンクの更なる小型化も必要である。安全面から水素吸蔵合金の検討もされたが、重量や発熱の問題がある。
出力の問題
同じ排気量のエンジンだと、得られる出力はガソリンを燃料としたときの　1/2程度に留まる。つまりガソリンと同じ出力が必要なら2倍の排気量を持つエンジンを製造し搭載しなければならない。当然車両側も大きくなったエンジンを搭載できることが要求される。
ただし、これはガスがエンジンに流入する機構の改善（インジェクション化）で改善可能であり、実際にLPG車ではガスミキサー式から噴射式に移行することによってガソリン車並の出力を得ることに成功している。
ロータリーエンジン固有の問題
ロータリーエンジンは、現在では日本のマツダだけが製造設備を持ち他社には（たとえ技術研究はしていても実用としては）十分なノウハウがない。また燃焼特性や熱効率といったロータリーエンジン特有の欠点も、燃料が水素などとなった後も付きまとうことになる。

## 現状での用途
環境保護の一環で、2006年に4月21日に、広島県と広島市が公用車としてリース車両を導入した。リース料は42万円/月（うち、1/2は環境省の補助金）、水素燃料はマツダから無償提供。県・市の公務出張をメインに、環境イベントなどでの展示、陸上競技大会での伴走、学校での環境学習教材にも要望があれば活用される。おおむね好評のようであるが、航続距離の問題からイベントなどでの使用に限られることと、高額なリース料が問題であり、その後の国内の企業-自治体での採用はない。
海外では、2008年10月15日にノルウェーの国家プロジェクトであるHyNor（ハイノール）と共同で、公道試験を実施すると発表した。導入される車両はRX-8ハイドロジェンREで、2009年度から30台をリース販売する予定とされている。

## マツダの水素ロータリーエンジン搭載車
HR-X 1991
1991年の東京モーターショーに出展されたマツダ初の水素ロータリーエンジン車。エンジンはHR-X専用の499cc×2で100psを出力する「10X」を搭載。水素の貯蔵には水素吸蔵合金を使用している。また、この車はハイブリッド車で、ニッケル水素電池を搭載している。
HR-X2 1993
2台目の水素ロータリーエンジン車。エンジンは654cc×2で、最高出力は130ps。
MX-5 HV 1993
初代ロードスターを水素ロータリーエンジン車にしたもの。HVはHydrogen Vehicleの略。トランクに水素吸蔵合金を積んでいる。
Capella cargo HV 1995
水素自動車として国内初の大臣認定を取得し、新日鉄と共同で公道走行実験を実施した。エンジンは654cc×2で、最高出力は125ps。
RX-8 HYDROGEN RE 2003
PREMACY HYDROGEN RE HYBRID 2005
企業説明会の資料、
マツダの水素自動車の歴史、『マツダ・ロータリーエンジン誕生40周年「ロータリーエンジンの過去・現在・未来」展』の展示より。

## その他

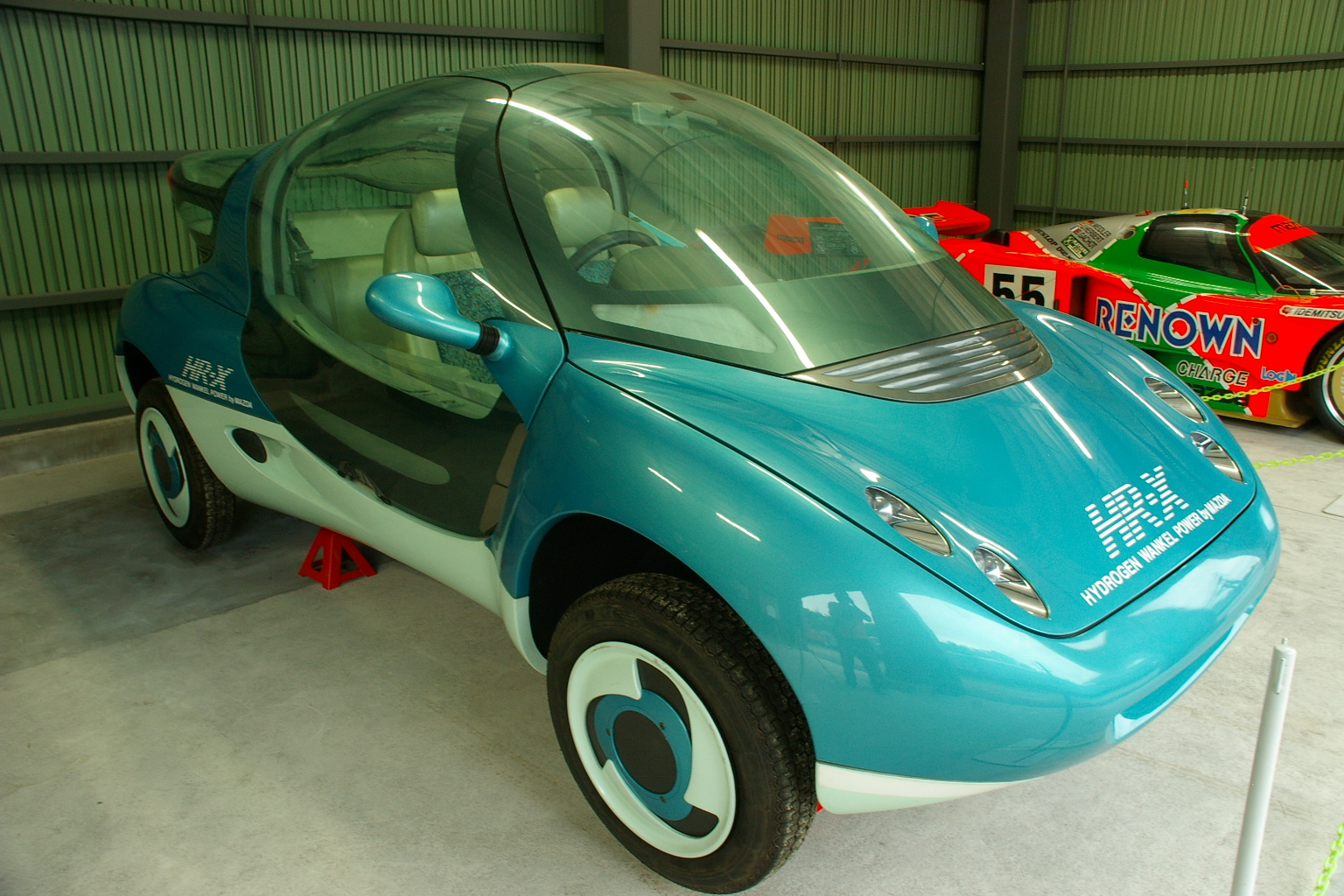
HR-X

かつては小樽市総合博物館に試作車HR－Xが展示されていた。
エンジン開発初期段階では、「水素もガスである」という理由から、タクシー用のLPGエンジンをベースにすることが試みられた。実際にカペラのタクシー仕様車を用いて実験が行われたが、エンジン始動には成功したもののアクセルを踏んだ途端激しいバックファイヤが発生、ベースには適さないと判断され以後はロータリーエンジンをベースに開発が進められることとなった。